# Cianorte
Cianorte é um município brasileiro localizado na região noroeste do estado do Paraná.

## História
Planejada pela empresa Companhia de Melhoramentos do Norte do Paraná, seu traçado urbanístico foi inspirado no projeto de Ebenezer Howard com sua Cidade-Jardim. A cidade foi criada através da Lei Estadual nº 2.412 de 13 de julho de 1955, e instalada em 15 de dezembro do mesmo ano, sendo desmembrada de Peabiru. Seu nome deriva da empresa responsável pela sua criação, sendo uma forma de abreviação (Cia, de Companhia, combinada com o termo Norte), sendo seu primeiro prefeito o Sr. Wilson Ferreira Varella, que trabalhava na Companhia Melhoramentos.

## Geografia
O município esta a uma altitude de 530 metros, possuindo um território de pouco mais de 811 km². Sua população, conforme estimativas do IBGE de 2021, era de 84 980 habitantes.

### Rios
Vários rios passam pelo município, sendo os principais o Rio dos Índios e o Ligeiro.

### Clima
O clima é subtropical (chuvas bem distribuídas), sendo a temperatura média do mês mais frio inferior a 14 °C e estando as temperaturas médias anuais em torno de 30 °C. No verão já chegou-se a registrar 39 °C.

## Economia
A cultura cafeeira foi quem impulsionou a economia cianortense até os anos 1970, quando novas culturas passaram a ser utilizadas, diversificando, assim, a agricultura da cidade, e futuramente passou a contar com indústrias, principalmente com a do vestuário.

### Indústria
Possui distrito Industrial, parque industrial e uma zona industrial, possuindo 875 indústrias. Cianorte se destacou mais pelo fato de conter diversas empresas no ramo da confecção, hoje no total são mais de 550 grifes conhecidas nacionalmente. A cidade é conhecida como Capital do Vestuário.

## Igrejas
Cianorte Possui 8 paróquias e várias capelas:
- A paróquia Sagrada Família.
- A paróquia Divina Misericórdia.
- A paróquia Santa Rita de Cássia.
- A paróquia São Vicente de Paulo.
- A paróquia Sagrado Coração de Jesus.
- A paróquia Nossa Senhora das Graças.
- A paróquia São Lourenço.
- A paróquia Nossa Senhora Aparecida.
- O Santuário Eucarístico Diocesano de Nossa Senhora de Fátima.

## Parque Cinturão Verde
Criada em 22 de abril de 2000 pela lei municipal 2.067, o Parque Cinturão Verde é uma unidade de conservação de proteção integral composta por 423 hectares de mata atlântica, circundando toda a cidade e abrigando animais silvestres como macacos, quatis, cobras, ouriços, lagartos, pássaros, tamanduás e jaguatiricas, além de duas trilhas: "da peroba" e a "do fantasminha".

## Prefeitos
- Wilson Ferreira Varella - 1955-1958
- Antônio Rodrigues Motta - 1959-1962
- Ramon Máximo Shulz - 1963-1968
- Ricardo de Queiroz Cerqueira - 1969-1972
- Nelson Prendin - 1972-1976
- Francisco Honório Arieta Negrão - 1977-1982
- Jorge Moreira da Silva - 1983-1988
- Edno Guimarães - 1989-1992
- Jorge Moreira da Silva - 1993-1996
- Flavio Vieira- - 1997-2000
- Flavio Vieira- 2001-2004
- Edno Guimarães - 2005-2008
- Edno Guimarães - 2009-2012
- Claudemir Romero Bongiorno - 2013-2016
- Claudemir Romero Bongiorno - 2017-2020
- Marco Antônio Franzato - 2021-2024
- Marco Antônio Franzato - 2025-2028

## Comunicação
A cidade dispõe de 7 emissoras de Rádio:
- Massa FM Cianorte 96.9 (migrante do AM, antiga Rádio Porta Voz AM)
- Rádio Capital FM 91.9 (migrante do AM, antiga Regional AM)
- Rádio Cianorte FM 95.9
- Música FM 89.9
- Voz FM 105.9 - comunitária
- Moda FM 87.9 - comunitária
- Olga FM 102.9 - educativa

O jornalismo impresso é representado pelos seguintes jornais:
- Tribuna de Cianorte (diário).
- Folha Regional de Cianorte (diário).
- Cianotícias (semanal).
- Jornal de Cianorte (semanal).
- O Mariano (mensal).

Canais de televisão local:
- TV Cinturão Verde, canal 17 (afiliada da TV Brasil - Sinal Aberto)
- TV Cianorte, canal 25 (Canal da Operadora NET CABO - Sinal Fechado)
- RPC TV Paranavaí, emissora afiliada a Rede Globo com sede em Paranavaí, mantem em Cianorte um escritório e uma equipe de reportagem.

## Esporte
A cidade possui o Cianorte Futebol Clube como representante no Campeonato Paranaense de Futebol. No passado também participaram o Cianorte Associação Física Educativa e o Cianorte Esporte Clube.